# 4410 Камуїмінтара
4410 Камуїмінтара (4410 Kamuimintara) — астероїд головного поясу, відкритий 17 грудня 1989 року.
Тіссеранів параметр щодо Юпітера — 3,201.